# Joseph Hahn (Politiker)
Joseph Hahn (* 18. Oktober 1883 in Erkelenz; † 10. November 1944 ebenda) war Jurist, Zeitungsverleger und Politiker  der Deutschen Zentrumspartei.

## Leben
Joseph Hahn wurde 1883 in Erkelenz als Sohn des Arztes und Zeitungsverlegers Dr. Franz Hahn und Anna Maria Fischer-Brandt geboren. Lebenslang geprägt wurde er von der katholischen Erziehung in seinem Elternhaus. Er studierte Jura in Bonn und promovierte in Würzburg zum Dr. jur. Anschließend führte er den Zeitungsverlag Erkelenzer Kreisblatt fort, den 1854 Joseph Brandts, ein Vorfahre mütterlicherseits, gegründet hatte.
Er trat in die Zentrums-Partei ein, später wurde er auch Vorsitzender auf Kreisebene. Er war Mitglied des Stadtrates und des Kreistages. Joseph Hahn wirkte in zahlreichen Vereinen seiner Heimatstadt mit; so war er Vorsitzender des Städtischen Gesangverein 1834. Er war Mitgründer der Schützenbruderschaft "Unserer lieben Frau", des Geschichts- und Altertumsvereins für den Kreis Erkelenz und des Museumsvereins. Als monatliche Beilage erschienen in seiner Zeitung von 1921 bis 1944 die Heimatblätter. In dieser heimatkundlichen Reihe veröffentlichte er auch selbst einige Aufsätze. Er war Mitglied im Kirchenvorstand der Pfarre St. Lambertus und Kreisbrudermeister der St. Sebastianus-Schützenbruderschaften.

### Politische Verfolgung  im Nationalsozialismus
Joseph Hahn galt als konsequenter Nonkonformist gegenüber der NSDAP. Seine Zeitung wurde nach 1933 immer mehr von dem NS-Blatt Westdeutscher Beobachter mit seiner Erkelenzer Lokalausgabe bedrängt. Gleichwohl gelang es ihm bis 1944 die Zeitung herauszugeben.
Nach dem Attentat auf Hitler wurden auch im Landkreis Erkelenz einige ehemalige Zentrumsmitglieder verhaftet. Unter ihnen befand sich Joseph Hahn. Es war die sogenannte  Aktion „Gitter“, in der im gesamten deutschen Reich
ehemalige Reichstagsabgeordnete und Politiker demokratischer Parteien (u. a. Konrad Adenauer, Josef Baumhoff, Otto Gerig, Peter Schlack und Joseph Roth) verhaftet wurden.
Joseph Hahn wurde zunächst in das Aachener Gefängnis Adalbertsteinweg überführt. Einen Tag später wurde auch sein Freund Mathias Jäger aus Baal eingeliefert. Ein weiterer Mithäftling war Albert Maas aus Aachen, der nach dem Krieg zu den Gründern der CDU in Aachen gehörte.
Die drei Gefangenen wurden in das Arbeitserziehungslager in den Messehallen Köln-Deutz verschleppt. Hier erkrankte Joseph Hahn an Flecktyphus. Nach dem Bombenangriff auf die Kölner Messe am 14. Oktober 1944 wurden die Gefangenen in das ursprünglich zur Internierung der Kölner Juden geschaffene Barackenlager Müngersdorf verlegt. Wenige Tage später wurde er am 20. Oktober nach Hause entlassen. Schwerkrank kehrte er auf einem LKW auf Kartoffelsäcken liegend nach Erkelenz zurück, begleitet von Mathias Jäger. Dort starb Hahn an den Folgen der Haft am 10. November 1944. Seine letzte Ruhestätte fand er in Erkelenz auf dem Alten Friedhof.

## Ehrungen
- 1959 erfolgte auf Initiative des Städtischen Gesangvereins die Umbenennung des Platzes an der Burg in Dr.-Joseph-Hahn-Platz.
- Heute ist sein Wohnhaus in der Brückstrasse, in dem sich auch der Zeitungsverlag befand, die zehnte Station der "Route gegen das Vergessen", die in Erkelenz auf die nationalsozialistische Gewaltherrschaft hinweist. Eine Gedenktafel erinnert an Joseph Hahn.